# Church Knowle
Church Knowle – wieś w Anglii, w hrabstwie Dorset, w dystrykcie (unitary authority) Dorset. Leży 26 km na wschód od miasta Dorchester i 168 km na południowy zachód od Londynu.